# Tetrazygia biflora
Tetrazygia biflora är en tvåhjärtbladig växtart som först beskrevs av Célestin Alfred Cogniaux, och fick sitt nu gällande namn av Ignatz Urban. Tetrazygia biflora ingår i släktet Tetrazygia och familjen Melastomataceae. Inga underarter finns listade i Catalogue of Life.